# 332nd Infantry Regiment
Il 332nd Infantry Regiment fu un reggimento dell'Esercito degli Stati Uniti attivo durante la prima guerra mondiale sul fronte italiano e durante la seconda guerra mondiale, fino al 1942.
Faceva parte della 83rd Infantry Division e partecipò alla battaglia di Vittorio Veneto. Fu sciolto nel maggio del 1919 e nuovamente ricostituito nel giugno 1921.

## Storia

### Formazione
Il 332º Reggimento di fanteria fu formato il 30 agosto 1917 a Camp Sherman, Ohio, come parte della 83ª Divisione di fanteria. Dopo un certo numero di mesi di addestramento negli Stati Uniti, il reggimento, sotto il comando del colonnello William Wallace, fu imbarcato sulla nave RMS Aquitania a New York e partì per l'Europa l'8 giugno 1918. Arrivò a Liverpool, Regno Unito, il 15 giugno, e fu trasferito a Southampton, dove si imbarcò di nuovo per il viaggio attraverso La Manica verso la Francia.

### Servizio in Italia
Poco dopo l'arrivo in Francia, il reggimento fu informato che sarebbe stato mandato a prestare servizio in Italia. Lì arrivò nel luglio del 1918, in risposta a una richiesta urgente da parte del governo Orlando. Oltre alla forza di fanteria, prestarono servizio nel Regio Esercito anche 30 sezioni di ambulanze statunitensi, un ospedale di base e 54 piloti di aeroplani. I piloti statunitensi, in quanto membri degli squadroni di bombardamento italiani, furono impegnati in bombardamenti dietro le linee austro-ungariche e furono particolarmente attivi durante lo svolgimento della battaglia di Vittorio Veneto.

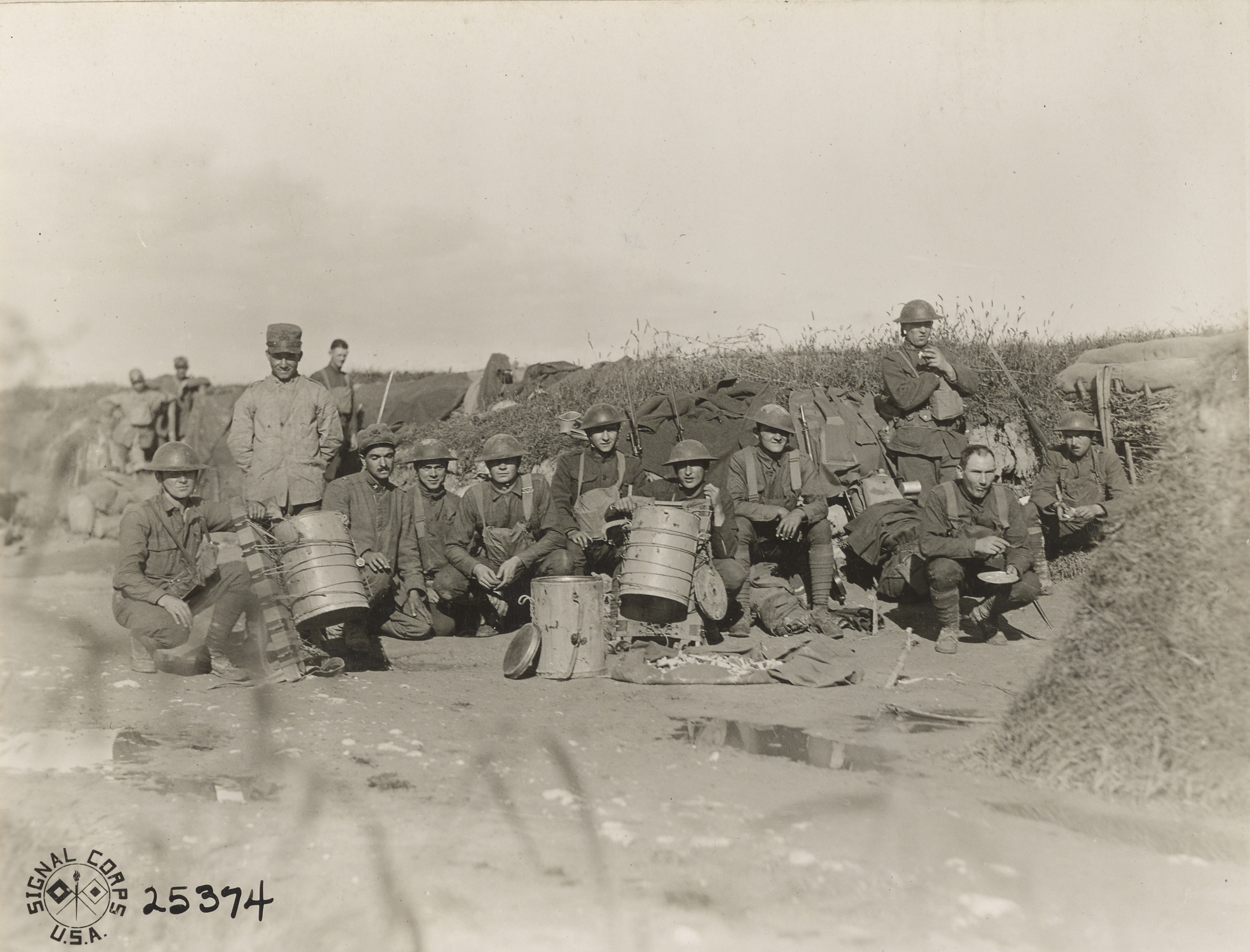
Doughboys del 2º Battaglione del 332º Fanteria in trincea in prima linea nel settore del Piave, vicino a Varago (Maserada sul Piave) il 28 settembre 1918

La missione principale del reggimento era quella di rinforzare il morale italiano, crollato dopo il disastro di Caporetto del 1917 e deprimere quello del nemico, creando l'impressione che una grande forza statunitense avesse raggiunto il fronte e si preparasse a entrare nella linea di battaglia per prendere parte attivamente ai combattimenti. Il reggimento fu dapprima stazionato nel territorio tra Villafranca di Verona e Valeggio sul Mincio dove si esercitò, addestrato da un plotone di Bersaglieri veterani, gli Arditi, in metodi di guerra adatti al difficile terreno montuoso che comprendeva la maggior parte del fronte italiano. All'inizio di ottobre fu trasferito a Treviso, dietro il fronte del Piave, dove fu assegnato alla 31ª Divisione fanteria. Da lì, per ingannare il nemico, mise in scena una serie di marce in cui ogni battaglione, con diversi articoli di uniforme ed equipaggiamento, lasciava la città per una strada diversa, circolando durante le ore diurne in posizioni esposte sia per gli italiani sia per gli austro-ungarici per sondare il campo e tornava dopo il tramonto alla sua stazione a Treviso nel modo meno appariscente possibile.

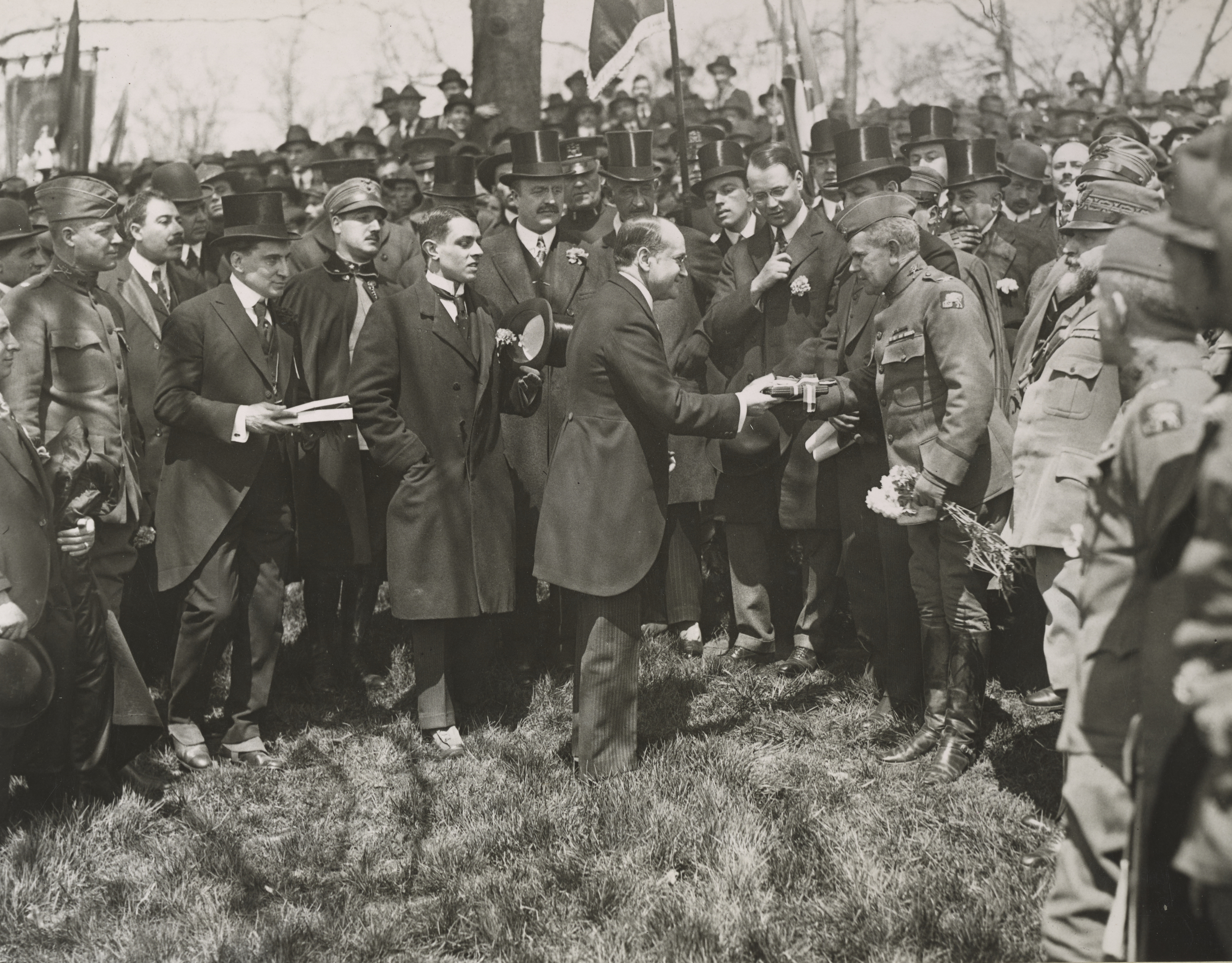
Il Console generale italiano consegna la medaglia al colonnello Wallace, comandante del 332º Fanteria per conto del governo italiano. Aprile 1919

Il 24 ottobre, il giorno d'inizio dell'offensiva di Vittorio Veneto, la 31ª Divisione italiana, comprendente il 332º statunitense, era in riserva. Il 29 ottobre si unì all'inseguimento dell'esercito austro-ungarico in fuga come parte del XIV Corpo britannico della 10ª Armata italiana e il reggimento statunitense costituì l'avanzata del Corpo. Il 3 novembre, dopo parecchie durissime marce, il 332º fanteria stabilì il contatto con un battaglione nemico di retroguardia che difendeva le traversate del Tagliamento nei pressi dell'attraversamento di Ponte della Delizia. All'inizio del 4 novembre il 2º battaglione attraversò il fiume su uno stretto pedonale e, dopo una breve battaglia, catturò la posizione austro-ungarica sul lato opposto. Continuando ad avanzare lungo la ferrovia Treviso-Udine, il 2º battaglione occupò il comune di Codroipo, dove prese possesso di grandi depositi di munizioni e forniture. Alle 3:00 del pomeriggio del 4 novembre, quando l'armistizio tra Italia e Austria-Ungheria divenne effettivo, i principali gruppi statunitensi erano arrivati a Villaorba, frazione del comune di Cormons.
Dopo l'armistizio le truppe statunitensi formarono parte delle forze alleate di stanza in Austria e lungo la costa dalmata. Il 1º e il 3º battaglione erano di stanza a Cormons vicino a Gorizia, entrambe passate al Regno d'Italia subito dopo la conferenza di pace di Parigi (1919). Più tardi, a novembre, il 1º battaglione ricevette l'ordine di andare a Treviso e il 3º battaglione a Fiume. Il 2º battaglione era di stanza a Cattaro in Dalmazia e un suo distaccamento fu inviato a Cettigne, ex capitale del Regno del Montenegro, diventato parte del Regno di Serbia prima e del Regno dei Serbi, Croati e Sloveni poi. Durante questo periodo il reggimento ebbe il compito di mantenere la pace.

### Insigne per maniche delle spalle
Le insigne del 332º Reggimento di fanteria erano forse le più invidiate di tutta la spedizione statunitense. Furono selezionate per riflettere l'unico servizio degli Stati Uniti in Italia. Consistevano in un Leone di San Marco ricamato splendidamente con un bulbo con una zampa appoggiata su una Bibbia aperta con il numero "332" scritto sopra.

### Scioglimento
Nel febbraio del 1919 il 332º Reggimento di fanteria ricevette l'ordine di tornare negli Stati Uniti. Poiché i tre battaglioni del reggimento erano stati sparsi per il teatro, poté imbarcarsi sulla SS Duca d'Aosta solo il 29 marzo. Arrivò a New York il 14 aprile e la settimana seguente sfilò per la città. Poco dopo il reggimento fu trasferito a Camp Sherman in Ohio, da dove il 26 aprile marciò attraverso Cleveland.
Il processo di smobilitazione iniziò dopo questo evento, e in un paio di settimane le sue varie sottounità furono sciolte, mentre il personale fu congedato. Il 5 maggio 1919 il reggimento stesso fu alla fine sciolto.

### Periodo tra le due guerre mondiali
Il 332º Reggimento di fanteria fu ricostituito nella Riserva Organizzata il 24 giugno 1921, assegnato alla 83ª Divisione, all'Area del Quinto Corpo. Fu attivato a Findlay, Ohio, l'8 novembre 1921 mentre il quartier generale del battaglione fu organizzato a Paulding, Lima e Sandusky. Il reggimento condusse l'addestramento estivo con il 10º fanteria a Camp Knox, Kentucky o con l'11º fanteria a Fort Benjamin Harrison, Indiana. Condusse anche i campi di addestramento militare dei cittadini nella sua area assegnata a Camp Knox, Fort Benjamin Harrison o Fort Thomas alcuni anni, come forma alternativa di addestramento estivo. La principale scuola "alimentatrice" del reggimento per il Corpo di addestramento degli ufficiali di riserva era l'Università di Dayton.

### Seconda guerra mondiale
L'83ª Divisione di fanteria ricevette l'ordine di entrare in servizio federale attivo il 15 agosto 1942. Poiché le divisioni di fanteria dell'esercito statunitense erano in fase di transizione da una struttura "quadrata" (quattro reggimenti di fanteria) a una "triangolare" (tre reggimenti di fanteria), il 332º Reggimento fu disattivato.

### Periodo del dopoguerra
Nel 1963, il 3º battaglione, 2º Reggimento di fanteria fu ritirato dall'esercito regolare e assegnato all'83ª Divisione di fanteria della riserva dell'esercito. Fu consolidato con il 332º Reggimento di fanteria. Il 3º Battaglione, 2º fanteria fu disattivato nel dicembre 1965.

## Immagini

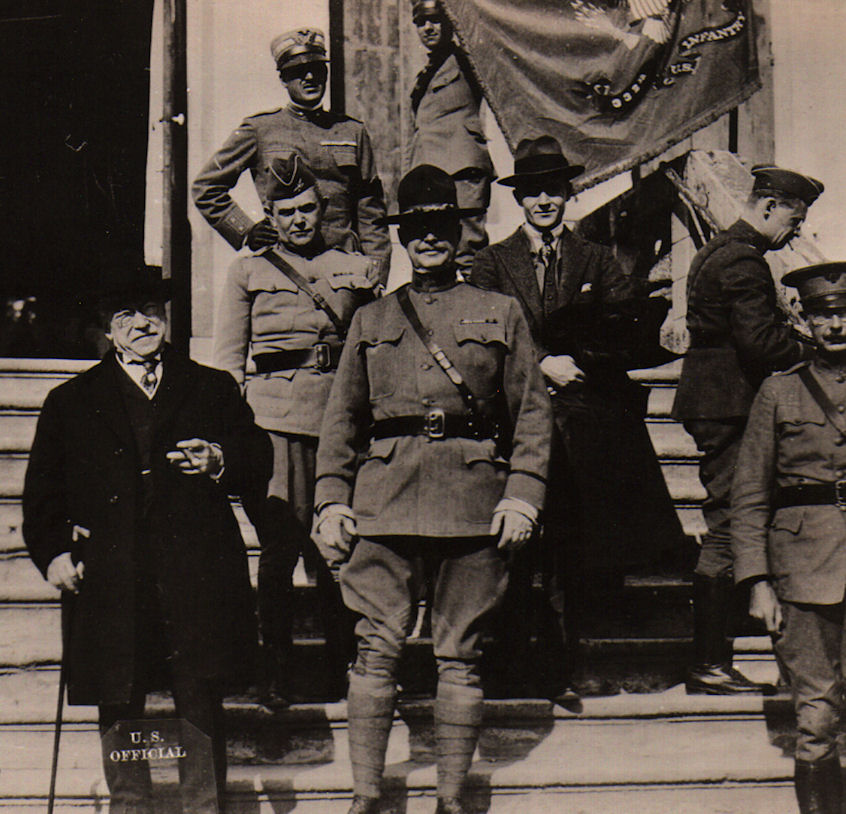
Samuel Gompers, politico e sindacalista laburista statunitense, posa per una fotografia davanti a Villa Angelica a Lancenigo con il colonnello William Wallace, comandante del 332nd Infantry Regiment, e il generale di brigata Charles Treat. Notare i colori del 332º sullo sfondo. 12 ottobre 1918. Courtesy National Archives.

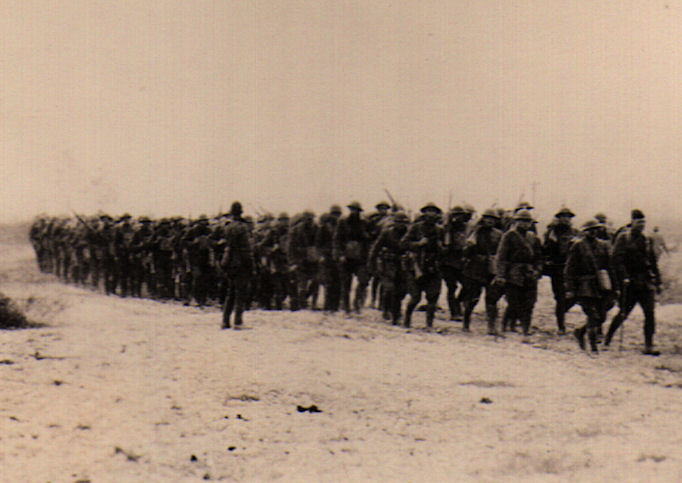
Le truppe statunitensi superano Grave di Papadopoli nel pomeriggio del 31 ottobre 1918. Courtesy National Archives